# Benjamin Baker Moeur
Benjamin Baker Moeur (Decherd, 22 dicembre 1869 – Tempe, 16 marzo 1937) è stato un politico statunitense.
È stato il governatore dell'Arizona dal gennaio 1933 al gennaio 1937. Nato in Tennessee, era rappresentante del Partito Democratico.